# Piestrzyca kędzierzawa

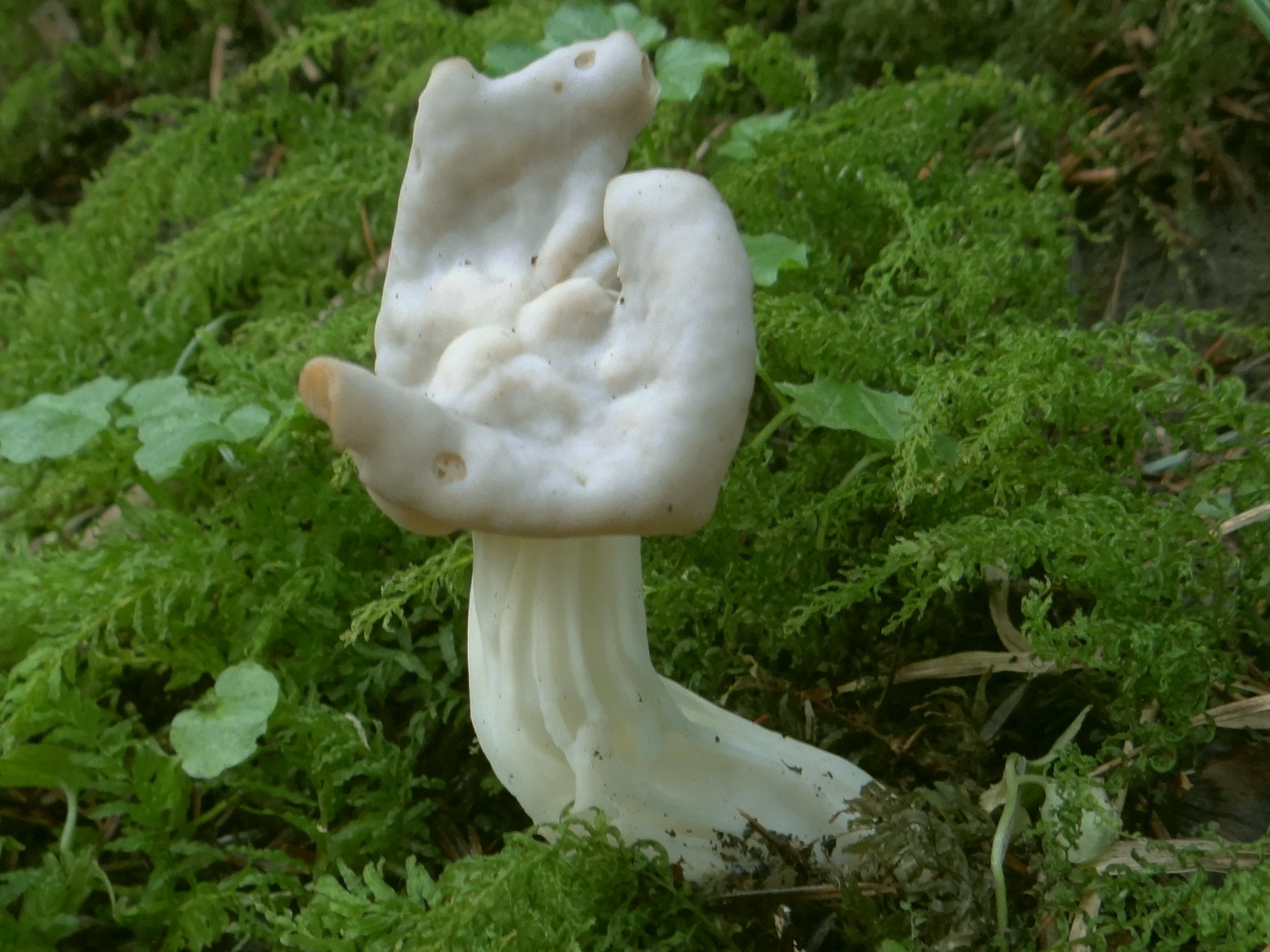

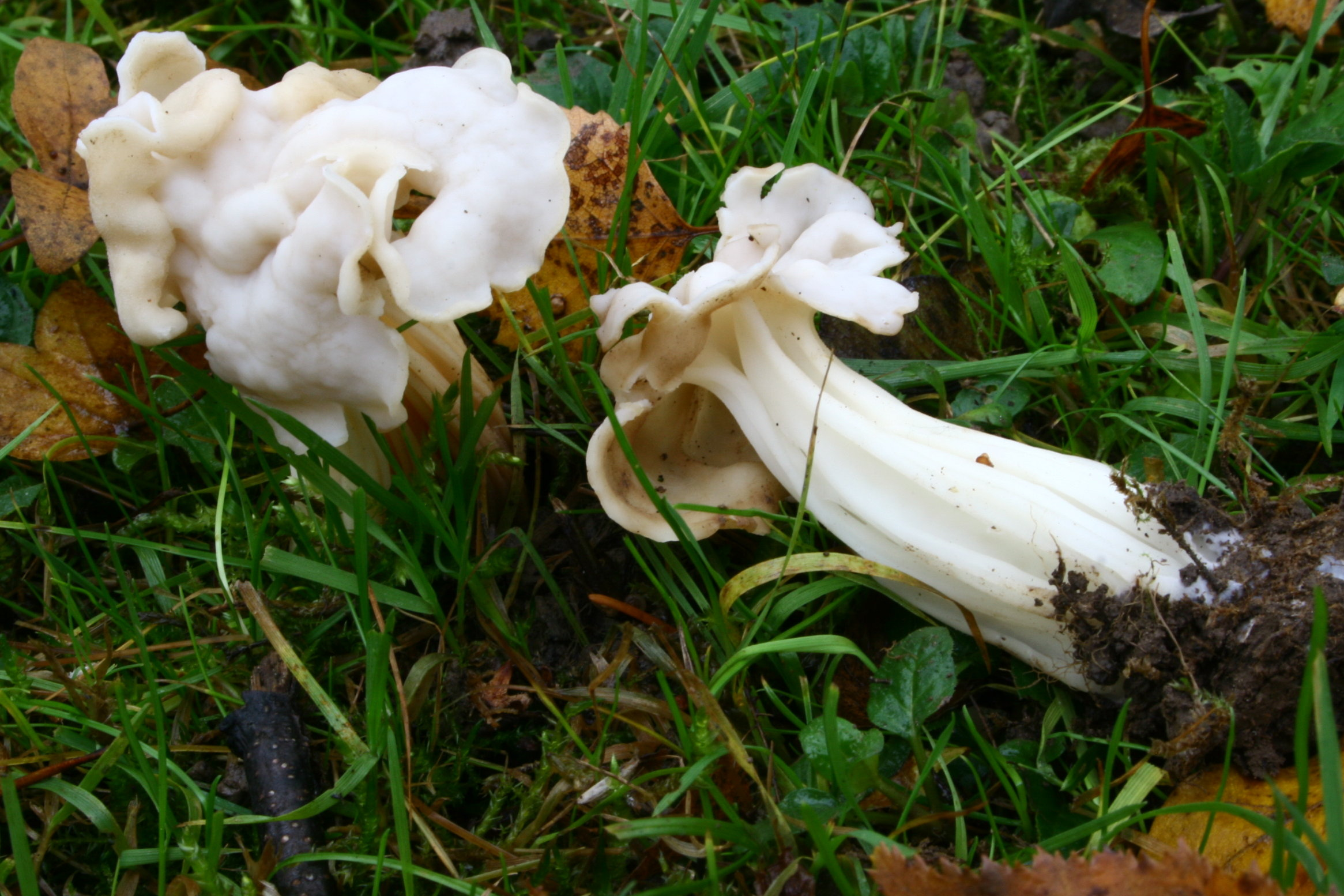

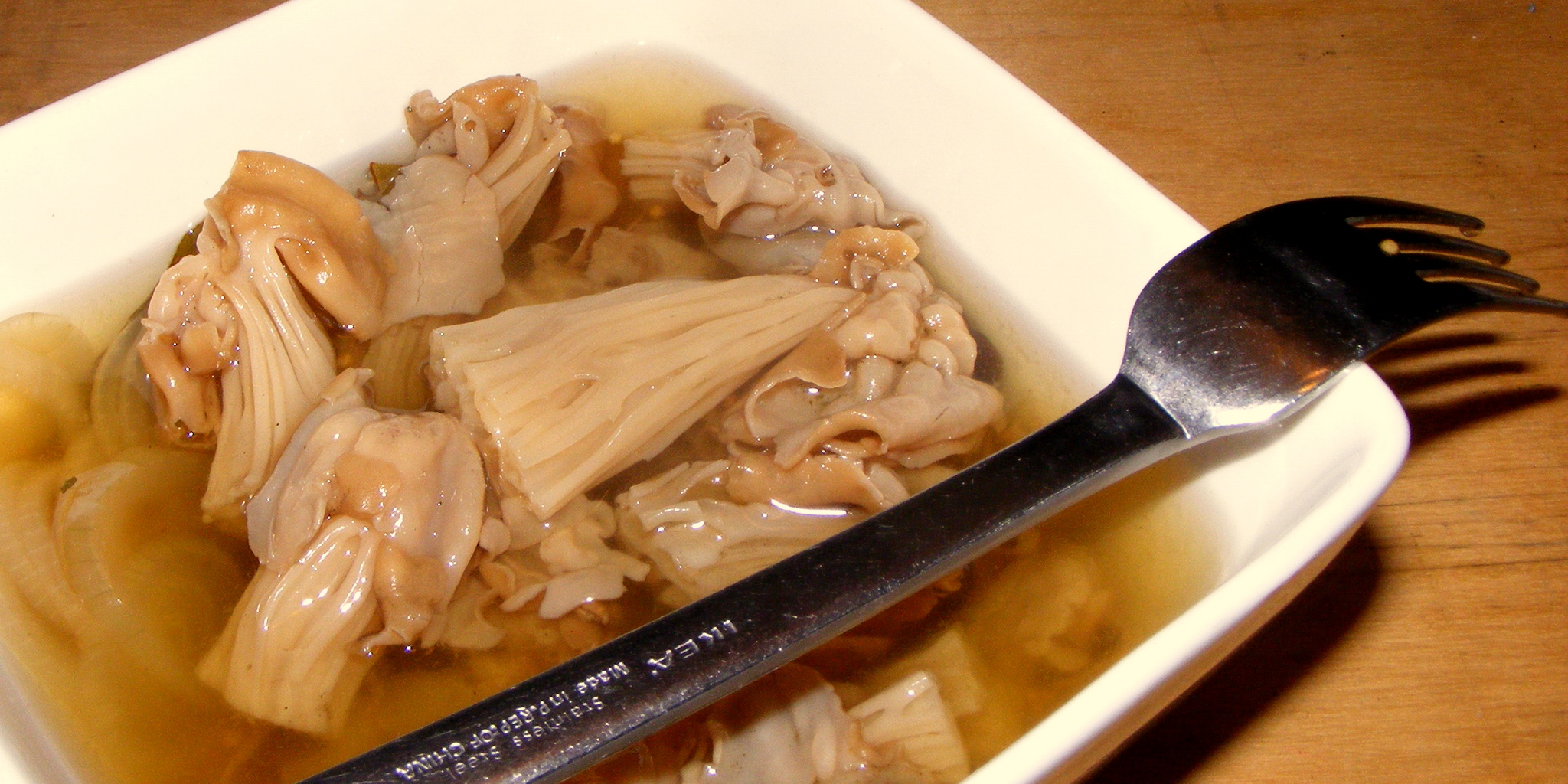
Marynowane owocniki

Piestrzyca kędzierzawa (Helvella crispa (Scop.) Fr.) – gatunek grzybów z rodziny piestrzycowatych (Helvellaceae).

## Systematyka
Pozycja w klasyfikacji według Index Fungorum: Helvella, Helvellaceae, Pezizales, Pezizomycetidae, Pezizomycetes, Pezizomycotina, Ascomycota, Fungi.
Po raz pierwszy takson ten zdiagnozował w 1772 r. Giovanni Antonio Scopoli nadając mu nazwę Phallus crispus. Obecną, uznaną przez Index Fungorum nazwę nadał mu w 1822 r. Elias Fries, przenosząc go do rodzaju Helvella.
Niektóre synonimy nazwy naukowej:

- Costapeda crispa (Scop.) Falck 1923
- Helvella nigricans Schaeff. 1774
- Helvella nigricans Schaeff. 1774, var. nigricans
- Phallus costatus Batsch 1783
- Phallus crispus Scop. 1772[2].

Nazwa polska według M.A. Chmiel.

## Morfologia
Owocnik
Ma wysokość 2–10 (wyjątkowo do 25) cm, zaznaczoną główkę i trzon. Główka ma rozmiary 2–5 × 2–5 cm, nieregularny kształt, jest płatowata, nieregularnie pofałdowana, czasem siodłowato wklęsła. Trzon ma wysokość 3–10 cm, grubość 2–5 cm, jest wyraźnie bruzdkowany, poszerzony na dole. Miąższ cienki, kruchy. Zarówno główka, jak i trzon mają barwę od białawej poprzez kremowożółtawą do brudnoochrowej.
Wysyp zarodników
Biały. Askospory eliptyczne, gładkie, bezbarwne, o wymiarach 19 × 11,5 μm (15–21 × 10–12 μm).
Gatunki podobne
Ma tak charakterystyczny wygląd, że trudno ją pomylić z innymi gatunkami. Nieco podobna jest piestrzyca giętka (Helvella elastica), ale ma trzon gładki, bez jamek i żebrowań, jest mniejsza i ma siodłowatą główkę.

## Występowanie i siedlisko
Piestrzyca kędzierzawa występuje w Europie i Ameryce Północnej, od końca lata do późnej jesieni. W Polsce jest średnio pospolita.
Naziemny grzyb saprotroficzny. Rośnie w wilgotnych lasach liściastych, szczególnie chętnie na glebach wapiennych. Rośnie także poza lasami: w parkach i ogrodach, na obrzeżach dróg.

## Znaczenie
Wiele książek podaje, że piestrzyca kędzierzawa jest smacznym grzybem jadalnym. Owocniki zawierają jednak metylohydrazyny (podobnie jak piestrzenica kasztanowata), mogące wywołać objawy zatrucia, a także wywierające działanie karcynogenne. Opisywano przypadki wystąpienia objawów żołądkowo-jelitowych po zjedzeniu surowych owocników. Grzyb mikoryzowy.